# Hyphydrus maculatus
Hyphydrus maculatus is een keversoort uit de familie waterroofkevers (Dytiscidae). De wetenschappelijke naam van de soort is voor het eerst geldig gepubliceerd in 1841 door Babington.